# Ligue des champions féminine de l'AFC
La Ligue des champions féminine de l'AFC est une compétition annuelle de football féminin organisée par la Confédération asiatique de football (AFC) regroupant les meilleurs clubs du continent asiatique.

## Histoire

### Tournois pilotes
Alors que la création d'une Ligue des champions féminine est évoquée par l'AFC depuis de nombreuses années, des tournois pilotes sont d'abord organisés, sous le nom de "Championnat féminin des clubs". Quatre éditions sont disputées entre 2019 et 2023, sous divers formats,.

### Lancement officiel
En août 2023, l'AFC annonce le lancement de sa Ligue des champions féminine pour la saison 2024-2025. En mai 2024, le logo est dévoilé et le format de la première édition est précisé : 12 équipes y participeront.
À domicile pour le final four, le Wuhan Jianghan bat Melbourne City en finale et devient le premier champion de la compétition.

## Palmarès
| Saison    | Lieu (phase finale) | Vainqueur      | Finaliste         | Demi-finalistes                        |
| --------- | ------------------- | -------------- | ----------------- | -------------------------------------- |
| 2024-2025 | Wuhan, Chine        | Wuhan Jianghan | Melbourne City FC | Hồ Chí Minh City FC Incheon Red Angels |
| 2025-2026 |                     |                |                   |                                        |